# Lee Tae-vin
Lee Sae-woong (hangul: 세웅) mejor conocido artísticamente como Lee Tae-vin (hangul: 이태빈) es un actor y cantante surcoreano.

## Biografía
Vivió por dos años en Nueva Zelanda, por lo que habla un avanzado inglés.

## Carrera

### Televisión
El 7 de abril de 2020 se unió al elenco recurrente de la serie 365: Repeat the Year donde interpretó a Choi Young-woong, el novio de Kim Se-rin (Lee Yoo-mi), hasta el 21 de abril del mismo año.
En octubre del mismo año se unió al elenco recurrente de la popular serie Penthouse: War In Life donde dio vida a Lee Min-hyuk, el egoísta y superficial hijo de Lee Gyu-jin (Bong Tae-gyu) y Go Sang-ah (Yoon Joo-hee), hasta el final de la serie el 10 de septiembre de 2021.
En octubre de 2021 se unirá al elenco principal de la serie web Delivery donde interpretará a Do Ki-hwan un joven que se une a Kwak Doo-shik (Miyeon) para ayudarla a encontrar a su madre.

### Música
En 2017 se unió al grupo MYTEEN junto a Chunjin, Choi Eun-su, Kim Kook-heon, Shin Jun-seop, Song Yu-vin y Hanseul, hasta el 30 de diciembre del 2018, después de que decidiera dejar el grupo. 

## Filmografía

### Series de televisión
| Año         | Título                   | Personaje        | Notas        |
| ----------- | ------------------------ | ---------------- | ------------ |
| 2020 - 2021 | Penthouse: War In Life 3 | Lee Min-hyuk     |              |
| 2020 - 2021 | Penthouse: War In Life 2 | Lee Min-hyuk     |              |
| 2020 - 2021 | Penthouse: War In Life   | Lee Min-hyuk     |              |
| 2020        | 365: Repeat the Year     | Choi Young-woong | (ep. #12-20) |
| 2018        | Rich Man                 | Lee Jae-young    | ep. #11      |

### Series web
| Año  | Título               | Personaje    | Cadena                             | Notas |
| ---- | -------------------- | ------------ | ---------------------------------- | ----- |
| 2024 | Love for Love's Sake | Tae Myung Ha | Wavve / TVING / iQiyi / GagaOOLala |       |
| 2021 | Delivery             | Do Ki-hwan   | YouTube / IPTV                     | [ 6 ] |

### Programas de variedades
| Año  | Título                                | Notas                                     |
| ---- | ------------------------------------- | ----------------------------------------- |
| 2021 | Video Star                            | invitado                                  |
| 2018 | The Team Chef (팀셰프)                | cocinero                                  |
| 2018 | Oh! My Crazy Idol (오! 마이 갓돌아이) | (ep. #9-12) - invitado - junto a MYTEEN   |
| 2018 | Idol League: Season 1                 | (ep. #15) - invitado - junto a MYTEEN     |
| 2017 | After School Club                     | (ep. #275) - invitado - junto a MYTEEN    |
| 2016 | Fact iN Star                          | (ep. #41, 86) - invitado - junto a MYTEEN |

### Reality shows
| Año  | Título      | Notas                    |
| ---- | ----------- | ------------------------ |
| 2017 | MYTEEN GO   | miembro - junto a MYTEEN |
| 2016 | MYTEEN SHOW | miembro - junto a MYTEEN |

### Teatro
| Año  | Título        | Personaje | Notas |
| ---- | ------------- | --------- | ----- |
| 2019 | 어나더 컨트리 | 멘지스    |       |

### Aparición en videos musicales
| Año  | Intérprete(s)         | Canción                     | Notas |
| ---- | --------------------- | --------------------------- | ----- |
| 2019 | U Sung-eun            | "Deep"                      | [ 9 ] |
| 2016 | GB9 ft. NiiHWA (니화) | "Just I Like You" (막 좋아) |       |

### Anuncios
| Año | Título           | Notas |
| --- | ---------------- | ----- |
| -   | 일본 정부 관광국 |       |
| -   | 설화수 기업      |       |